# Troglodyte siffleur
Microcerculus marginatus
Espèce
Statut de conservation UICN

 LC  : Préoccupation mineure
Le Troglodyte siffleur (Microcerculus marginatus) est une espèce d'oiseau de la famille des Troglodytidae.
Cet oiseau peuple le sud de l'Amérique centrale, la Colombie, le Venezuela, le Tumbes-Chocó-Magdalena et l'Amazonie.